# George Barnes (attore)
George Freeman Barnes (Missouri, 29 gennaio 1880 – West Palm Beach, 20 luglio 1951) è stato un attore statunitense shakespeariano e del cinema muto.
Fu ritrovato e sepolto in tale località della Florida.

## Filmografia
- The Great Train Robbery, regia di Edwin S. Porter (1903)
- Pocahontas (1910)
- Hypnotized (1910)
- The Protectory's Oldest Boy (1913)
- What Might Have Been (1913)
- Mrs. Pinkhurst's Proxy (1914)
- Coals of Fire (1914)
- Cardinal Richelieu's Ward, regia di Eugene Moore (1914)
- The Cat's Paw, regia di Frederick Sullivan (1914)
- Old Jane of the Gaiety (1915)
- Con, the Car Conductor (1915)
- Ain't He Grand? (1916)